# SYNOP
SYNOP je oblik kodiranog meteorološkog izvještaja. To je standard Svjetske meteorološke organizacije (WMO) za emitiranje prizemnih vremenskih informacija.
Ime SYNOP potječe od skraćenog naziva SYNOPtic observations, sinkrono optičko promatranje. Izraz "sinoptičko" potječe iz grčkog jezika, iz riječi sinkrono (σιν + χρόνος, syn - zajedno + chronos - vrijeme, u značenju istovremeno ili vremenski usklađeno) i optičko (οπτικός - optičko, vidno).
Izvještaji s promatranja emitiraju se periodično, tipično na 3 sata za meteorološku službu i na meteo web stranicama, te na 6 sati preko teleprintera i drugih uređaja na kratkim radiovalovima (prvenstvena namjena je za pomorske službe).
Cijeli se izvještaj sastoji od brojeva (ili kosih crta za nedostajuće podatke), pa stoga ovo kodiranje nije čitljivo kao METAR, ali je pogodnije za kompjutersku obradu (postoji dosta programa za tu namjenu). Izvještaj je podijeljen u fiksne 5-elementne grupe. Grupe imaju svoje oznake i razvrstane su u 6 odsječaka (sekcija):
- 000 - identifikacija i lokacija
- 111 - zemaljsko promatranje
- 222 - pomorsko promatranje
- 333 - klimatski podaci
- 444 - oblaci ispod nivoa postaje
- 555 - podaci za nacionalnu upotrebu

Odsječci 000 i 111 u izvještaju nisu posebno označeni. Ostalim odsječcima prethode 3-znamenkasti brojevi 222, 333, 444 i 555. U izvještaju se ne javljaju svi odsječci - zemaljske postaje očigledno neće koristiti odsječak 222.

## Sastav izvještaja
Tipičan izvještaj se sastoji najčešće samo od odsječaka 000 i 111. Ostali odsječci dodaju se po potrebi.
Sastav će biti objašnjen na stvarnom izvještaju za meteorološku postaju u Nišu:
```
 
AAXX 20181 13388 11697 83501 10038 20020 39973 40226 50001 69902 72162 885// 333 10072
```

| Tip         | Vrijeme     | ID          | Vidlj.      | Vjetar      | Temp.       | T.rose      | mb          | hPa         | Trend       | Oborine     | Trenutno    | Oblaci      | Klima       | Maks.T      |
| ----------- | ----------- | ----------- | ----------- | ----------- | ----------- | ----------- | ----------- | ----------- | ----------- | ----------- | ----------- | ----------- | ----------- | ----------- |
| AAXX        | 20181       | 13388       | 11697       | 83501       | 10038       | 20020       | 39973       | 40226       | 50001       | 69902       | 72162       | 885//       | 333         | 10072       |
| Sekcija 000 | Sekcija 000 | Sekcija 000 | Sekcija 111 | Sekcija 111 | Sekcija 111 | Sekcija 111 | Sekcija 111 | Sekcija 111 | Sekcija 111 | Sekcija 111 | Sekcija 111 | Sekcija 111 | Sekcija 333 | Sekcija 333 |

### AAXX - Tip izvještaja
- AAXX - Označava da slijedi izvještaj sa zemaljske postaje.
- BBXX - Označava da slijedi izvještaj s brodske postaje. Format je neznatno drugačiji od AAXX.

### 20181- Datum, vrijeme i tip vjetra
- 20181 - Datum u tekućem mjesecu.
- 20181 - Vrijeme promatranja, izraženo u UTC.
- 20181 - Predstavlja indikator načina očitavanja vjetra. Moguće vrijednosti su:
  - 0 (u m/s, procijenjena vrijednost).
  - 1 (u m/s, s anemometra).
  - 2 (u čvorovima, procijenjena vrijednost).
  - 3 (u čvorovima, s anemometra).

### 13388 - Identifikacija postaje
- Oznaka postaje je po WMO. Navedeni primjer je za Niš, čija je oznaka postaje 13388. Još nekoliko primjera označavanja: 14236 (Zagreb-Grič), 14240 (Zagreb-Maksimir) 14241 (Zagreb-Pleso), 14444 (Split), 14307 (Pula), 14431 (Zadar), 13274 (Beograd) itd.

### 11697 - Indikacije oborina, tip postaje i vidljivost
- 11697 - Indikator oborina: oborine samo u grupi 1. Moguće vrijednosti su od 0 do 4.
- 11697 - Indikator tipa postaje: postaja s posadom, vremenska grupa uključena. Moguće vrijednosti su od 1 do 7 (postaje s ljudskom posadom ili automatske).
- 11697 - Najniža promotrena baza oblaka: 1000-1500 m. Moguće vrijednosti su od 0 (visina 0-50 m) do 9 (preko 2500 m) ili kosa crta (/) za nepoznatu vrijednost.
- 11697 - Vidljivost: 10 km. Moguće vrijednosti su od 00 (manja od 0,1 km) do 99 (veća od 50 km) ili dvije kose crte (//) za nedostajući podatak.

### 83501 - Naoblaka i vjetar
- 83501 - Ukupna naoblaka: 8/8. Moguće vrijednosti su od 0 (0/8, vedro) do 8 (8/8, potpuno oblačno), 9 (nebo zasjenjeno) ili kosa crta (nema promatranja).
- 83501 - Pravac vjetra izražen u deseticama stupnjeva: 350 stupnjeva.
- 83501 - Brzina vjetra izražena u jedinicama koje su definirane u grupi Datum: 1 m/s.

### 10038 - Temperatura
- 10038 - Oznaka grupe (tj. grupa 1 - temperatura). Ove oznake su uvijek na početku grupe i ne mijenjaju se.
- 10038 - Predznak (0 = pozitivna, 1 = negativna)
- 10038 - Temperatura izražena u 0,1 stupanj Celzija: 3,8 stupnja (3,8°C).

### 20020 - Točka rose
- 20020 - Oznaka grupe
- 20020 - Predznak temperature (0 = pozitivna, 1 = negativna, 9 = relativna vlažnost)
- 20020 - Temperatura izražena u 0,1 stupnja Celzija (ako je predznak 9, onda je prikazana relativna vlažnost): 2 stupnja.

### 39973 - Barometarski tlak
- 39973 - Oznaka grupe
- 39973 - Barometarski tlak izražen u 0,1 mb (milibara): 997,3 mb. Izostavlja se znamenka tisuće; ako je umjesto posljednje znamenke kosa crta, onda su prikazani cijeli milibari.

### 40226 - Svedeni tlak
- 40226 - Oznaka grupe
- 40226 - Tlak sveden na razinu mora (MSLP) izražen u 0,1 hPa (kektopaskala): 1022,6 hPa. Izostavljena je znamenka tisuće; ako je umjesto posljednje znamenke kosa crta, onda su prikazane cijele jedinice.

### 50001 - Trend promjene tlaka tijekom 3 h
- 50001 - Oznaka grupe
- 50001 - Raste, zatim opada. Moguća vrijednost je od 0 do 8:
  - 0 - raste, zatim opada - rezultirajući tlak isti ili povišen
  - 1 - raste, zatim stabilan - rezultirajući tlak povišen
  - 6 - opada, zatim stabilan - rezultirajući tlak snižen...
- 50001 - Promjena tlaka za 3 sata izražen u 0,1 mb.

### 69902 - Oborine (u tekućem obliku)
- 69902 - Oznaka grupe
- 69902 - Količina oborina u mm. Moguće vrijednosti su od 001 (1 mm, 2 mm itd) do 999 (990 = trag, 991 = 0,1 mm... 999 = 0,9 mm)
- 69902 - Period mjerenja, od 1 do 9 ili kosa crta:
  - 1 - 6 sati
  - 2 - 12 sati
  - / - 24 sata

### 72162 - Trenutačno i prošlo vrijeme
- 72162 - Oznaka grupe
- 72162 - Trenutačno vrijeme: kiša. Moguće vrijednosti su od 00 (vedro) do 99.
- 72162 - Prošlo vrijeme 1: kiša
- 72162 - Prošlo vrijeme 2: nebo više od polovice prekriveno oblacima
- Obje vrijednosti su iz iste tablice, u rasponu 0-9.

### 885// - Informacije o tipu oblaka
- 885// - Oznaka grupe
- 885// - Količina niskih oblaka (8/8). Ako nema niskih, daje se količina srednjih oblaka.
- 885// - Tip niskih oblaka: stratokumulus. Vrijednosti mogu biti od 0 (nema niskih oblaka) do 9 ili kosa crta kad nema promatranja zbog mraka ili zasjenjenja.
- 885// - Tip srednjih oblaka: nije osmotreno. Vrijednosti mogu biti od 0 (nema srednjih oblaka) do 9 ili kosa crta kad nema promatranja zbog mraka ili zasjenjenja.
- 885// - Tip visokih oblaka: nije osmotreno. Vrijednosti mogu biti od 0 (nema visokih oblaka) do 9 ili kosa crta kad nema promatranja zbog mraka ili zasjenjenja.

### 333 - Sekcija 333
- 333 - Oznaka odsječka, specijalni ili klimatski podaci. Iza oznake odsječka slijede podaci.

### 10072 - Maksimalna temperatura u prethodna 24 h
- 10072 - Oznaka grupe
- 10072 - Predznak (0 = pozitivna, 1 = negativna)
- 10072 - Maksimalna temperatura u 0,1 stupnja Celzija: 7,2 stupnja.

## Vanjske poveznice
- DHMZ RH - Priručnik za šifriranje prizemnih meteoroloških motrenja (hr.)
- Office of the Federal Coordinator for Meteorology - Federal Meteorological Handbook-2 (FCM-H2-1988) — Ured saveznog koordinatora za meteorologiju - Savezni meteorološki priručnik 2.  Arhivirana inačica izvorne stranice od 24. rujna 2015. (Wayback Machine) (en.)
- Hugh Stegman NV6H - Weather Communications Codes — Vremenski komunikacioni kodovi (en.)
- Unisys - SYNOP Data Format (FM-12) — Format podataka SYNOP (FM-12) (en.)
- MetService - Understanding Coded Surface Data — Razumijevanje kodiranih površinskih podataka (en.)
- Web stranica Svjetske meteorološke organizacije (en.)
- Web stranica Nacionalne agencije za oceane i atmosferu (NOAA) (en.)